# Mathias Renneisen
Mathias Renneisen (* 7. Dezember 1986 in Seeheim-Jugenheim, Hessen) ist ein deutscher Schauspieler, Hörspielsprecher und Synchronsprecher.

## Leben
Mathias Renneisen wuchs im hessischen Bensheim auf. Von 2007 bis 2011 studierte er in Berlin Schauspiel an der Hochschule für Schauspielkunst Ernst Busch. In dieser Zeit war er am bat-Studiotheater in zahlreichen Produktionen zu sehen, so unter anderem in Der kleine Bruder (Regie: Leander Haußmann und Sven Regener).
Von 2012 bis 2014 war Renneisen festes Ensemblemitglied am Landestheater Coburg. Dort spielte er unter anderem Max in Zur schönen Aussicht (Regie: Konstanze Lauterbach), sowie die Titelrollen in Woyzeck und Der Junge im Bus. Für diese Rolle wurde er 2013 bei der „Woche junger Schauspielerinnen und Schauspieler“ der Deutschen Akademie der Darstellenden Künste mit dem Publikumspreis ausgezeichnet. Weitere Engagements erhielt er unter anderem am Staatstheater Mainz, dem Staatstheater Darmstadt, dem Theaterhaus Jena, dem Schlosspark Theater Berlin, der Landesbühne Rheinland-Pfalz, dem Winterhuder Fährhaus oder bei den Bad Hersfelder Festspielen.
In Film- & Fernsehproduktionen spielte Mathias Renneisen unter anderem Rollen in Und der Zukunft zugewandt, SOKO Stuttgart, SOKO München, SOKO Leipzig, dem ZDF-Krimi Laim und die Zeichen des Todes, Hollywoodtürke und dem Sechsteiler Die eiserne Zeit. Auch ist Renneisen in mehreren Sketchen der satirischen Online-Show Bohemian Browser Ballett zu sehen.
Außerdem arbeitet er als Hörspielsprecher für den WDR, den HR, Lübbe Audio, den Deutschlandfunk Kultur, den SWR, den Hörverlag und andere. In der Hörspielreihe Tony Ballard ist er die feste Stimme von Loxagon.
Immer wieder tritt Mathias Renneisen bei Veranstaltungsreihen von hr2-kultur, wie dem hr2-Kulturlunch im hr-Sendesaal in Frankfurt, dem Literarurland Hessen oder Handschriften der Romantik, neu gelesen von ? auf.
Sein Vater ist der Schauspieler Walter Renneisen, die britische Schauspielerin Alex Kingston ist seine Cousine.
Renneisen lebt in Berlin.

## Filmografie (Auswahl)
- 2011: Zersplitterte Nacht – 9. November 1938, als die Nacht am kältesten war... (Kinofilm) | Regie: Hermann Weiskopf
- 2013: Geteiltes Leid (Kurzfilm) | Regie: Georg Kammerer
- 2015: Hollywoodtürke (Kinofilm) | Regie: Murat Ünal
- 2015: SOKO München – Der Kuss (Fernsehserie, Staffel 41, Folge 21) | Regie: Johanna Thalmann und Katharina Bischof
- 2015: SOKO München – Süßes Gift (Fernsehserie, Staffel 41, Folge 23) | Regie: Christoph Dammast
- 2015: Es war feucht, dunkel und roch nach Holz (Kurzfilm) | Regie: Peter Meister
- 2015: Laim und die Zeichen des Todes (Fernsehreihe) | Regie: Michael Schneider
- 2015: SOKO Leipzig – Aus der Hölle (Fernsehserie, Staffel 16, Folge 19) | Regie: Robert Del Maestro
- 2017: Das Pizzaimperium (Kurzfilm) | Regie: Lutz Gottschalk
- 2017: Die eiserne Zeit (Fernsehmehrteiler) | Regie: Philippe Bérenger
- 2017: Otto Neururer – Hoffnungsvolle Finsternis (Kinofilm) | Regie: Hermann Weiskopf
- 2018: Und der Zukunft zugewandt (Kinofilm) | Regie: Bernd Böhlich
- 2018: SOKO Stuttgart – Gelobtes Land (Fernsehserie, Staffel 10, Folge 23) | Regie: Steffi Doehlemann
- 2020: Das Schwarze Quadrat (Kinofilm) | Regie: Peter Meister
- 2020: Legal Affairs – Kannibalen (Fernsehserie) | Regie: Randa Chahoud
- 2021: Zurück aus der Zukunft (Kurzfilm) | Regie: Konstantin Koewius

## Theater (Auswahl)
- 2004: Peter van Daan in Das Tagebuch der Anne Frank | Regie: Kirsten Uttendorf | Staatstheater Darmstadt
- 2009: Riccaut de la Marlienière in Minna von Barnhelm | Regie: Rudolf Koloc | bat-Studiotheater Berlin
- 2009: Jürgen, Rüdiger in Der kleine Bruder | Regie: Leander Haußmann und Sven Regener | bat-Studiotheater Berlin
- 2010: Hovstad in Ein Volksfeind | Regie: Prinzip Gonzo (David Czesienski und Robert Hartmann) | bat-Studiotheater Berlin
- 2010: Algernon Moncrieff in The Importance of Being Earnest | Regie: Peter Miklusz | bat-Studiotheater Berlin
- 2011: Otto von Aigner in Das weite Land | Regie: Kieran Joel | Theaterhaus Jena
- 2012: Johannes Pinneberg in Kleiner Mann – was nun? | Regie: Tamara Korber | Eduard-von-Winterstein-Theater Annaberg-Buchholz
- 2012: Derwisch in Nathan der Weise | Regie: Stefan Behrendt | Landestheater Coburg
- 2013: Junge in Der Junge im Bus | Regie: Yvonne Schwartz | Landestheater Coburg
- 2013: Woyzeck in Woyzeck | Regie: Matthias Straub | Landestheater Coburg
- 2014: Jim Carroll in The Basketball Diaries | Regie: Sönke Schnitzer | Landestheater Coburg
- 2014: Spiegelberg in Die Räuber | Regie: Matthias Straub | Landestheater Coburg
- 2014: Max in Zur schönen Aussicht | Regie: Konstanze Lauterbach | Landestheater Coburg
- 2015: diverse Rollen in Loriots gesammelte Werke | Regie: Iris Stromberger | Staatstheater Darmstadt
- 2016: Ben, André in Anders | Regie: Anne Bader | Staatstheater Mainz
- 2019: Jonas in Willkommen | Regie: Peter Kühn | Fritz Rémond Theater Frankfurt
- 2022: Voltore in Volpone | Regie: Christine Bossert | Bad Hersfelder Festspiele
- 2024: Victor Lopez in Adel verpflichtet | Regie: Anatol Preissler | Schlosspark Theater Berlin
- 2025: Alex in Eine Mords-Freundin | Regie: Anatol Preissler | Winterhuder Fährhaus

## Hörspiele und Features (Auswahl)
- 2010: Rainer Bielfeldt und Otto Senn: Was hör ich da? Im Straßenverkehr  | Regie: Rainer Bielfeldt  | der Hörverlag | Hörspiel
- 2014: Eugen Egner: Die Landschaft | Regie: Thom Kubli | WDR | Hörspiel
- 2017: Sibylle Lewitscharoff: Hanauer Juwelen | Regie: Marlene Breuer | HR | Hörspiel
- 2018: Andreas Steinhöfel: Rico, Oskar und das Vomhimmelhoch | Regie: Judith Lorentz | WDR | Hörspiel
- 2018: Robert Weber: Des Teufels langer Atem | Regie: Annette Kurth | WDR | Hörspiel
- 2018: Ken Follett: Das Fundament der Ewigkeit | Regie: Thomas Werner | WDR | Hörspiel
- 2019: Tini von Poser: Entlang der mexikanischen Grenze | Regie: Tini von Poser | WDR | Feature
- 2019: Cornelia Epping-Jäger und Jean-Claude Kuner: Der neue Ton – Reeducation für Nazideutschland | Regie: Jean-Claude Kuner | WDR | Feature
- 2020: Niklas Vogel: Fliegen, flog, geflogen – Vom dramatischen Sterben der Insekten | Regie: Marlene Breuer | HR | Feature
- 2021: Joachim B. Schmidt: Kalmann | Regie: Wolfgang Seesko | Deutschlandfunk Kultur | Hörspiel
- 2021: Robert Weber: Golgatha | Regie: Annette Kurth | WDR | Hörspiel
- 2021: Jason Dark: John Sinclair | Folge: 150 | Eisherz | Regie: Dennis Ehrhardt | Lübbe Audio | Hörspiel
- 2022: Balthasar von Weymarn: Und auf Erden Stille | Staffel 2 | Regie: Balthasar von Weymarn | Folgenreich / Universal Music Group | Hörspiel
- 2022: Jason Dark: John Sinclair Classics | Folge: 46 | Der Fluch der schwarzen Hand | Regie: Dennis Ehrhardt | Lübbe Audio | Hörspiel
- 2022: Jason Dark: John Sinclair | Folge: 154 | Ich und der Poltergeist | Regie: Dennis Ehrhardt | Lübbe Audio | Hörspiel
- 2023: Artmann&Duvoisin: Der innere Bergbau | Regie: Elsa Artmann und Samuel Duvoisin | Deutschlandfunk Kultur | Hörspiel
- 2024: Bernardine Evaristo: Mädchen, Frau etc. | Regie: Laura Laabs | Hessischer Rundfunk | Hörspiel